# デューク・エリントン&ジョン・コルトレーン
『デューク・エリントン&ジョン・コルトレーン』（Duke Ellington & John Coltrane）は、ジャズ・ピアニストのデューク・エリントンとサックス奏者ジョン・コルトレーンの共演盤。1962年に録音され、1963年にインパルス!レコードから発売された。

## 解説
本作は、インパルス!レコードのプロデューサー、ボブ・シールの発案により作られた。コルトレーンは完全主義になりがちな面があったため、デュークを手本とさせようという意図があった。実際、本作のレコーディングは、デュークの意向により全曲ワン・テイクで終了した。
選曲は、デュークの往年のレパートリーが中心。デュークのバンドに在籍していたジョニー・ホッジスも、本作を絶賛した。
なお、本作制作の少し前には、デュークはチャールズ・ミンガスやマックス・ローチとも共演している。

## 収録曲
1. イン・ア・センチメンタル・ムード - "In A Sentimental Mood"（I. Mills、D. Ellington、M. Kurtz）
2. テイク・ザ・コルトレーン - "Take The Coltrane"（D. Ellington）
3. ビッグ・ニック - "Big Nick"（J. Coltrane）
4. スティーヴィー - "Stevie"（D. Ellington）
5. マイ・リトル・ブラウン・ブック - "My Little Brown Book"（B. Strayhorn）
6. アンジェリカ - "Angelica"（D. Ellington）
7. ザ・フィーリング・オブ・ジャズ - "The Feeling Of Jazz"（D. Ellington、B. Troup、G. Simon）

## 演奏メンバー
- ジョン・コルトレーン - テナー・サックス、ソプラノ・サックス
- デューク・エリントン - ピアノ
- アーロン・ベル - ベース（on 1.4.5.7.）
- ジミー・ギャリソン - ベース（on 2.3.6.）
- エルヴィン・ジョーンズ - ドラム（on 1.2.3.6.）
- サム・ウッドヤード - ドラム（on 4.5.7.）